# Iho López Tobi
Iho López Tobi (Blanes, 11 de juliol de 1997) és una jugadora de bàsquet catalana.
Pivot, es formà en les categories inferiors del Club Bàsquet Blanes i fitxà en categoria júnior amb l'Uni Girona. Debutà als setze anys amb el primer equip a la Lliga Femenina la temporada 2013-14 i guanyà dues Lligues catalanes (2013-14, 2014-15). La temporada 2018-19 competí a la Lliga de la NCAA amb Florida State Seminoles; tanmateix, un greu accident de cotxe la va mantenir apartada del bàsquet durant dos anys. Tornà a la competició la temporada 2020-21 jugant amb el GEiEG UniGirona de la Llga Femenina 2 i la temporada següent competí de nou amb l'Uni Girona, amb el qual disputà l'Eurolliga. Posteriorment, jugà amb el Clarinos Tenerife (2022-23) i el Polisportiva Galli (2023-24) de la Lliga italiana. L'estiu de 2024 ha fitxat per l'Spar Gran Canaria. Internacional amb la selecció espanyola en categories de formació, s'ha proclamat campiona d'Europa sub-18 (2015) i sub-20 (2016, 2017).